# Punto di non ritorno (film)
Punto di non ritorno (Event Horizon) è un film horror fantascientifico distribuito nelle sale cinematografiche nel 1997, diretto da Paul W. S. Anderson, che narra le vicende legate al tentativo di una squadra di astronauti di soccorrere l'equipaggio di un'astronave data per dispersa, la Event Horizon. Ambientato cinquant'anni dopo la data di distribuzione, il film evoca tematiche di natura scientifica (come l'eventualità di universi paralleli) e metafisica (la visione dantesca dell'inferno, perlopiù).

## Trama
Nell'anno 2047 una trasmissione rivela l'insperata riapparizione dell'astronave Event Horizon, ufficialmente andata distrutta in seguito ad un incidente sette anni prima. Viene così inviata a investigare l'astronave di soccorso Lewis and Clark, con il suo equipaggio costituito dal capitano Miller, il tenente Starck, il pilota Smith, l'ufficiale medico Peters, l'ingegnere Justin, il dottore D.J., l'esperto in tecniche di soccorso Cooper e, infine, il dottor William Weir, ospite.
Dopo il lungo viaggio alla volta del pianeta Nettuno, nella cui orbita è riapparsa la Event Horizon, il dottor Weir rivela al resto della squadra di essere il costruttore dell'astronave e che quest'ultima, in realtà, era il risultato di un progetto segreto con lo scopo di realizzare un mezzo capace di oltrepassare la velocità della luce. Weir spiega di aver dotato la Event Horizon di un trasferitore gravitazionale: quest'ultimo è in grado di generare un buco nero artificiale, la cui gravità viene usata per curvare lo spazio-tempo e permettere così all'astronave di saltare verso un qualsiasi punto dell'universo. Raggiunta però la distanza di sicurezza e aperto un ingresso dimensionale alla volta di Proxima Centauri, la Event Horizon sparì senza lasciare traccia.
La sola trasmissione pervenuta dopo il ritorno dell'astronave è un audio confuso in cui si distinguono grida terrificanti e una voce che, secondo D.J., pronuncia la frase latina liberate me ("salvatemi"). Saliti a bordo della Event Horizon, i membri della squadra di soccorso rinvengono evidenti tracce di un massacro e strane letture che indicano forme di vita imprecisate e diffuse in tutta l'astronave. Justin entra nella sala motori, dove il trasferitore gravitazionale si riattiva autonomamente risucchiandolo nell'ingresso dimensionale risultante. Subito dopo, una violenta onda d'urto fuoriesce dal trasferitore danneggiando gravemente la Lewis and Clark e costringendone l'equipaggio a rifugiarsi sulla Event Horizon.
Nel frattempo Justin riemerge dall'ingresso dimensionale in uno stato catatonico e viene portato in infermeria. Sull'astronave, però, l'ossigeno scarseggia e la squadra ha pochissimo tempo a disposizione per riparare la Lewis and Clark. Ripresosi, Justin tenta il suicidio lanciandosi nello spazio, terrorizzato da ciò che ha visto dall'altra parte dell'ingresso dimensionale. Viene tuttavia salvato dal capitano Miller e, ferito gravemente, posto in stasi. Intanto ogni membro della squadra incomincia a vedere le proprie paure e i propri demoni materializzarsi sotto forma di allucinazioni: Miller rivede Corrick, un uomo che fu costretto ad abbandonare lasciando che morisse arso vivo, Peters ha visioni del figlio con le gambe pesantemente lesionate, mentre Weir è perseguitato dalla figura di sua moglie priva degli occhi, la quale si suicidò per l'assenza prolungata del marito quand'era impegnato nella progettazione dell'astronave.
Ben presto i soccorritori ritrovano il filmato del giornale di bordo, dove l'equipaggio originale della Event Horizon si prepara al salto di collaudo verso Proxima Centauri e, immediatamente dopo, lo si vede impegnato in atti di tortura, cannibalismo e ogni genere di pratiche nefaste; al termine della registrazione, il capitano lancia un ammonimento mostrando gli occhi che apparentemente si è estirpato: liberate tutemet ex inferis ("salvatevi dall'inferno"). Secondo D.J., il trasferitore gravitazionale portò l'astronave a superare i confini dell'universo conosciuto dalla scienza, conducendola in una dimensione di oscurità e perdizione, ritornandone poi cambiata. Starck intuisce che i segni vitali rilevati sono indice che l'astronave è in qualche modo viva e senziente, intenzionata a sterminare anche il nuovo equipaggio riportandolo nella dimensione alternativa.
Miller decide quindi di distruggere la Event Horizon, ma Weir viene invaso dalla presenza malvagia e, dopo essersi strappato gli occhi durante una nuova visione del suicidio della moglie, fa esplodere la Lewis and Clark con un ordigno prelevato dal corridoio centrale della Event Horizon. Nell'esplosione Smith rimane ucciso e Cooper scagliato nello spazio; anche Peters è vittima dell'astronave, portata a lanciarsi in una profonda intercapedine dall'allucinazione del figlio. Weir trucida D.J. vivisezionandolo, e rapisce Starck conducendola sul ponte di comando. Miller affronta Weir faccia a faccia e, nello scontro, quest'ultimo sfonda accidentalmente la vetrata della sala venendo risucchiato nello spazio. Trattisi in salvo, Miller e Starck ritrovano Cooper, che è riuscito a tornare facendo esplodere la bombola d'ossigeno della tuta. Con orrore, essi scoprono inoltre che Weir ha attivato il trasferitore gravitazionale e che l'astronave attraverserà nuovamente l'ingresso dimensionale in meno di dieci minuti. Miller decide di far esplodere, mediante gli appositi ordigni, il corridoio della Event Horizon in modo da separare i ponti residui dalla sala del trasferitore.
Starck e Cooper raggiungono la prua dell'astronave, dove si trova - in stasi - anche Justin, inviando un segnale di soccorso, mentre Miller è costretto a fuggire, detonatore alla mano, nella sala macchine dall'apparizione di Corrick. Quest'ultimo si trasfigura in un Weir orrendamente mutilato, che inizia a mostrare a Miller le atrocità cui saranno destinati una volta raggiunta la dimensione infernale. L'ingresso dimensionale si spalanca e Miller, in un ultimo gesto disperato, attiva il detonatore distruggendo il corridoio centrale. La prua della Event Horizon si allontana con a bordo Starck, Cooper e Justin, mentre i restanti ponti esplodono e Miller con la poppa dell'astronave entra nel buco gravitazionale verso la dimensione demoniaca.
Molti giorni più tardi, Starck viene fatta uscire dalla stasi da una squadra di soccorso, inviata in seguito alla ricezione del loro segnale, ma uno dei soccorritori scopre il proprio volto rivelando di essere Weir. In preda al panico, Starck si risveglia da quello che era un incubo, in presenza di Cooper, Justin e della vera squadra di soccorso. Il film si conclude con le porte della sala di stasi che si richiudono sulla scena, lasciando l'inquietante presagio che la diabolica presenza sull'astronave viva ancora.

## La fisica diPunto di non ritorno
Il nome dell'astronave in cui è ambientato il film, Event Horizon (che dà il nome al titolo originale), fa riferimento al cosiddetto orizzonte degli eventi, la superficie di un buco nero che delimita la regione dello spazio-tempo in cui l'attrazione gravitazionale è tanto forte che nulla, neppure la luce, è in grado di sfuggirne.
La Event Horizon, attraverso il trasferitore gravitazionale, è capace di sfruttare la gravità di un buco nero artificiale per creare un punto di contatto fra due luoghi molto distanti dello spazio, riuscendo così ad attraversare istantaneamente distanze interstellari; è a grandi linee ciò che viene trattato, nell'ambito della relatività generale, dalla fisica degli ipotetici ponti di Einstein-Rosen (o, in inglese, wormholes).
Il film vuole che l'astronave, anziché raggiungere altri sistemi stellari, abbia valicato i confini della realtà conosciuta dall'uomo ritrovandosi in una dimensione alternativa, che il personaggio di Weir definisce "una dimensione di puro caos, [...] di puro male", simile all'inferno dantesco. Weir diviene così la personificazione in chiave moderna dell'Ulisse della Divina Commedia, spinto da un'insaziabile sete di conoscenza a violare i limiti umani (di cui Nettuno diventa rappresentazione, in riferimento alle Colonne d'Ercole) e, per questo, condannato all'inferno.
La squadra di soccorso compie il viaggio in una forma di animazione sospesa, che il personaggio di D.J. definisce indispensabile anche per ammortizzare gli effetti dell'accelerazione prodotta dal trasferitore ionico dell'astronave. L'astronave Lewis and Clark prende il nome da due naturalisti americani dell'Ottocento, tra i primi a esplorare il West statunitense e riportare notizie scientifiche (spedizione di Lewis e Clark).

## Accoglienza
Il film incassò solo 47.073.851 dollari a fronte di un budget di 60.000.000. Fu generalmente recensito negativamente dai critici, alcuni dei quali accusarono il film di copiare idee e concetti da altre pellicole come Alien, 2001: Odissea nello spazio, Solaris, The Black Hole - Il buco nero e Hellraiser. Sul sito Rotten Tomatoes detiene il 29% di critiche positive.
Roger Ebert diede al film il voto di 2 stelle su 4 scrivendo: "La sceneggiatura crea un senso di presagio e presentimento, ma nessun vero sentimento. Alla base di Punto di non ritorno c'è la diffidenza verso la scienza. Forse è per questo che i personaggi sanno così poco."
Nel corso degli anni, tuttavia, Punto di non ritorno ha generato una schiera di appassionati, diventando un film cult e venendo citato in videogiochi e altri media.

## Riconoscimenti
- 1998 - Festival internazionale del cinema fantastico di Bruxelles
  - Premio Pegaso

## Influenza culturale
- Il film ha ispirato il videogioco di successo Dead Space del 2008 per PC, PS3 e Xbox 360, che ne ricalca il fattore "isolamento nello spazio" e da cui ricava l'idea dell'entità aliena che fa impazzire gli astronauti con allucinazioni e li tramuta in mostri.
- Anche il videogame Conker: Live & Reloaded presenta uno stage multiplayer designato come l'interno della Event Horizon, in riferimento al film.
- Viscera Cleanup Detail contiene un livello chiamato "Gravity Drive", dove è presente una camera circolare con un nucleo gravitazionale dall'aspetto identico al macchinario del buco nero della Event Horizon, inoltre nell'elenco di un file di identificazione personale si può trovare il nome "Dr. Sam Neill", in riferimento all'attore che ha interpretato Weir.
- L'idea di una dimensione infernale che fa impazzire le persone ricorda molto la dimensione parallela dell'universo di Warhammer 40.000 nota come Warp o Immaterium, una realtà alternativa popolata da demoni e dalle divinità del caos. La stessa nave che torna dal Warp senza più nessun umano a bordo, ma traboccante mostri, ricorda le navi di Space Hulk della medesima saga Warhammer 40.000. Per questo i fan del gioco considerano il film una sorta di prequel.
- Il numero 337 della serie a fumetti di Dylan Dog chiamato "Spazio profondo" ripropone molti elementi del film.